# (500607) 2012 UF130
(500607) 2012 UF130 es un asteroide perteneciente al cinturón de asteroides, región del sistema solar que se encuentra entre las órbitas de Marte y Júpiter, descubierto el 23 de enero de 1998 por el equipo del Spacewatch desde el Observatorio Nacional de Kitt Peak, Arizona, Estados Unidos.

## Designación y nombre
Designado provisionalmente como 2012 UF130. 

## Características orbitales
2012 UF130 está situado a una distancia media del Sol de 3,019 ua, pudiendo alejarse hasta 3,252 ua y acercarse hasta 2,786 ua. Su excentricidad es 0,077 y la inclinación orbital 7,289 grados. Emplea 1916,23 días en completar una órbita alrededor del Sol.

## Características físicas
La magnitud absoluta de 2012 UF130 es 16,8. 